# FC Kacheti Telawi
Der FC Kacheti Telawi (georgisch სკ კახეთი თელავი, englisch Kakheti Telavi) war ein georgischer Fußballverein aus Telawi und spielte zeitweise in der höchsten Spielklasse Georgiens, der Umaghlessi Liga. Die Klubfarben waren grün und schwarz.

## Allgemeines
Der Verein wurde 1936 gegründet. Nach dem Zerfall der Sowjetunion stieg der Verein 1992 zum ersten Mal in die höchste georgische Liga auf. Dort belegte das Team den achten Platz. In der Folgezeit kämpfte der Verein immer gegen den Abstieg. In der Saison 1995/96 musste die Mannschaft den Gang in die zweite Liga antreten.
Es dauerte bis 2005, dann spielte der Klub wieder erstklassig. 2007 kam der erneute Abstieg. Seit Anfang der Saison 2007/08 spielte der Verein wieder in der zweithöchsten Spielklasse des Landes. Die Heimstätte des Vereins war das Municipal-Stadion, das 12.000 Zuschauern Platz bietet.
Zum Ende der Saison 2013/14 nach dem Abstieg in die dritte Liga wurde der Verein wegen finanzieller Schwierigkeiten aufgelöst.
Koordinaten: 41° 54′ 42″ N, 45° 28′ 51,2″ O

## Ehemalige Spieler
- Nikolos Gelaschwili (* 1985), spielte für den VfL Bochum.